# Tiendelade
En tiendelade eller kirkelade var en lade eller magasinbygning, der oftest lå ved landsbykirken til opbevaring af kirkens korn.
I 1100-tallet blev der i Danmark indført en kirkeskat, der blev kaldt tiende fordi den udgjorde en tiendedel af bøndernes afgrøder. Skatten skulle betales i naturalier, altså korn, så der var behov for et opbevaringssted. Tiende blev delt i tre dele: til biskoppen – efter reformationen til Kronen – til præsten og til kirken. Bispetiende skulle leveres i bispebyen, præstetiende i præstegårdens lade, og kirketiende, der var grundlaget for kirkens drift og vedligeholdelse, blev opbevaret i kirkeladen. Det var også her kornet blev tærsket og delt i de tre dele.
Især under enevælden overdrog Kronen mange kirker og dermed også deres tiende-indtægter til lokale herremænd, som så skulle sørge for kirkernes drift og vedligeholdelse. Herremændene ville naturligvis have tiende-kornet afleveret i deres egen lade, så mange kirkelader blev overflødige og fik lov til at forfalde hvis de ikke overgik til andre formål som fx "hospital", altså en slags alderdomshjem.
Der er i Danmark bevaret flere tiendelader, f.eks. i Mesinge, Svallerup, Vigersted og Tranebjerg (Tranebjerg Kirkelade).
På Grønland findes ruinerne af en formodet tiendelade ved Gardar kaldet Gardar Tiendelade.
En række kirkelader blev ombygget til latinskoler, hvilket bl.a. tæller Den gamle Latinskole i Kalundborg, Den gamle Latinskole i Slagelse og Den gamle latinskole i Skælskør.